# Nasji

Nasjivlag

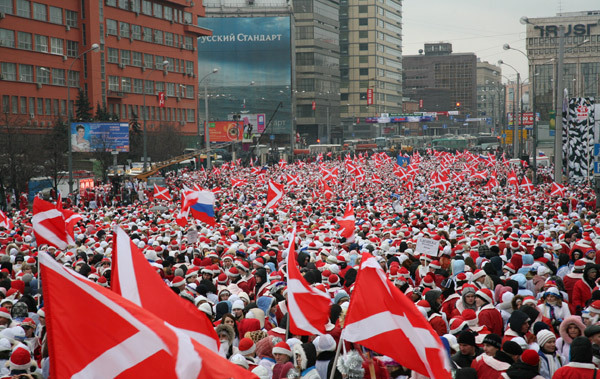
Betoging NASJI. Moskou 17 december 2006

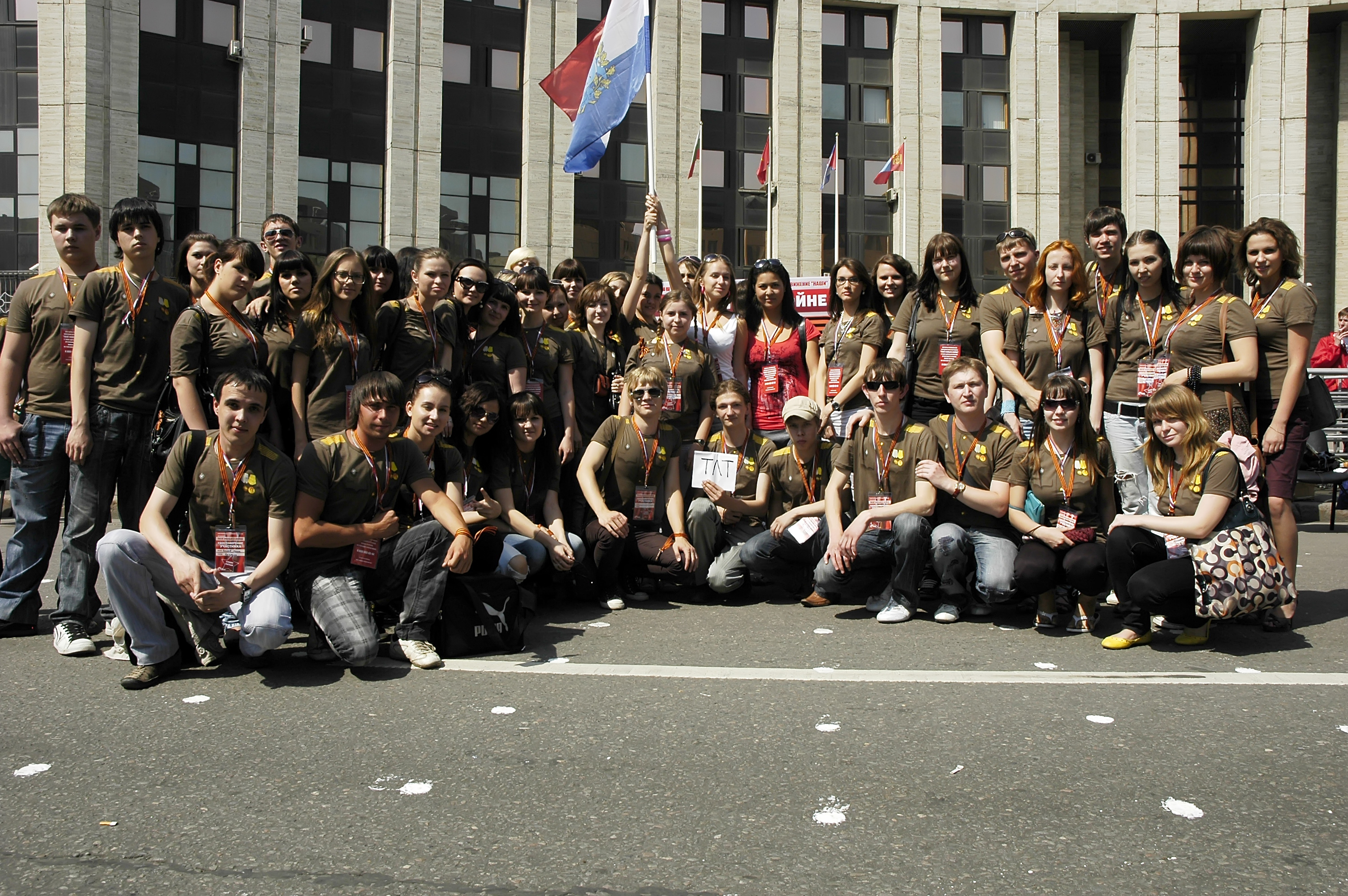
Betoging van NASJI, getiteld "Onze Overwinning". Moskou 15 mei 2010

NASJI (Russisch: Наши; "De onzen") was een door de overheid gesteunde Russische politieke jeugdbeweging, die zichzelf neerzet als een democratische anti-fascistische beweging. De oprichting werd gesteund door hooggeplaatste functionarissen uit het Russische presidentieel bestuur. De beweging telde eind 2007 ongeveer 120.000 leden, variërend in leeftijd van 17 tot 25. In december 2007 werd Misjki opgericht, een pro-Poetin-kinderbeweging voor de jeugd van 8 tot 15 jaar.
De beweging wordt door de meeste Russische liberale politici gezien als Poetins versie van de Komsomol en sommige westerse commentators hebben de beweging vergeleken met de Hitlerjugend. Kremlinadviseur Sergej Markov zei in 2005 dat Nasji van Rusland "een modern, sterk en vrij land" wil maken en dat hun ideologie is gericht op de modernisering van het land en het daarbij behouden van haar soevereiniteit.
Sinds 2008 werd de beweging verdeeld in de groepen Staal, NASJI-2.0, Alle Huizen. In 2019 werd de jeugdbeweging opgeheven.

## Oprichting
De oprichting werd officieel aangekondigd op 1 maart 2005 door Vasili Jakemenko, die ook leider is van de pro-Poetin jeugdbeweging Samen op Weg en op 15 april 2005 vond de oprichtingsconferentie plaats. Aangenomen wordt dat de beweging vooral werd opgericht als reactie op de Oranjerevolutie in buurland Oekraïne een jaar eerder, waarbij protesten geleid door jeugdige demonstranten mede hielpen bij de verkiezing van de pro-westerse president Viktor Joesjenko. Verschillende bronnen vermoeden dat Nasji tevens tot doel heeft massale demonstraties zoals bij de Oranjerevolutie te voorkomen of zelfs onmogelijk te maken door pleinen te bezetten voordat de oppositie de kans krijgt zich daar te verzamelen. In verschillende voormalige Sovjetrepublieken kwam de bevolking begin 21ste eeuw in opstand toen autoritaire leiders fraudeerden bij democratische verkiezingen. Aangezien Poetin aan de macht wilde blijven na diens tweede (en laatste) presidentstermijn, was hem er veel aan gelegen te voorkomen dat er protesten zouden ontstaan na de geplande verkiezingsmanipulatie in 2008.
Jamenko, die bekendstaat om zijn populistische uitspraken, verklaarde de beweging te hebben opgericht als een anti-fascistische beweging gericht op verzet tegen wat hij zag als de groeiende macht van het nazisme in Rusland, die wanneer nodig het in straatgevechten op zou nemen tegen skinheads. Hij verklaarde het als een "gezonde reactie" op de jeugdbeweging Oborona van de inmiddels verboden ultra-nationalistische Nationaal-Bolsjewistische Partij, die destijds groeiende populariteit genoot onder jongeren en onder leiding stond van schrijver Edoeard Limonov. Jakemenko beschuldigde destijds liberale politici van de oppositie, de liberale beweging Comité 2008 (van Garri Kasparov), de gevluchte zakenman Boris Berezovski en de communistische parlementariër Albert Maskasjov (berucht vanwege zijn antisemitische uitspraken) van het zich "verzamelen onder nazivlaggen".
Het Kremlin noemde Nasji een goed initiatief, maar enkele Russische media verklaarden dat de beweging eigenlijk gevormd is door Vladislav Soerkov als een paramilitaire groep gesteund door de Russische regering die Poetins grootste critici moet aanvallen. De liberale leider Ilja Jasjin, die de Oekraïense jeugdbeweging Pora! ook in Rusland wil opzetten en al verscheidene malen is gearresteerd, noemde Nasji ook een dekmantel voor "stormbrigades die geweld zullen gebruiken tegen democratische organisaties" en noemde de organisatie een onderdeel van Poetins angst om de macht te verliezen op een gelijksoortige manier als bij de Oranjerevolutie in Oekraïne. Nasji wordt echter ook door sommigen geprezen voor het vergroten van de betrokkenheid van de jeugd bij politiek en voor het helpen van jonge mensen bij het ontwikkelen van leiderschapsvaardigheden.

## Betrokkenheid van het Kremlin
De beweging verkrijgt officieel haar gelden van eigenaren van bedrijven die de Russische overheid goedgezind zijn, maar er zijn ook verklaringen dat de beweging ook directe subsidies uit het Kremlin krijgt. Het logo van Verenigd Rusland, de leidende pro-Poetinpartij van Rusland, bevindt zich ook onderaan op de officiële website. De nauwe banden met het Kremlin zijn benadrukt door vice-stafchef Vladislav Soerkov, die vaak ontmoetingen heeft met Nasjileiders, waarbij hij toespraken houdt en privé-ontmoetingen heeft. Bij een samenkomst voor 'politiek onderwijs' in de zomer van 2006 verklaarde Kremlinadviseur Gleb Pavlovski aan leden van Nasji dat ze gebrek hadden aan bruutheid: Hij verklaarde daarop "jullie moeten voorbereid zijn om fascistische demonstraties op te breken en met geweld elke poging te voorkomen dat de grondwet wordt omvergeworpen".

## Ideologie en doelen

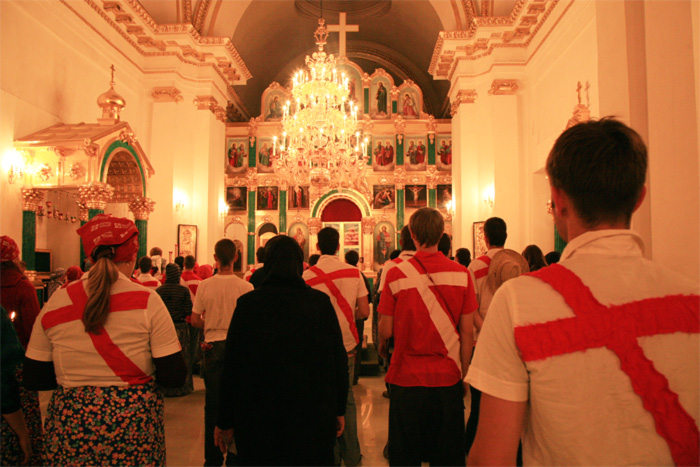
Jeugdkamp van NASJI, 2007

Jakemenko verklaarde in 2005 dat het doel van de nieuwe "anti-fascistische" beweging was om een einde te maken aan de "anti-vaderlandse unie van oligarchen, antisemieten, nazi's en liberalen." Verschillende kranten uit Moskou schreven dat het eigenlijke doel van de groep specifieker is, namelijk de uiteindelijke vervanging van de machtspartij Verenigd Rusland. Niet al haar doelen zijn echter politiek gemotiveerd. Nasji organiseert ook vrijwilligerswerk in weeshuizen en huizen voor ouderen en helpt bij het herstellen van kerken en oorlogsmonumenten. Ook demonstreren leden bij winkels die worden beschuldigd van het verkopen van alcohol en sigaretten aan minderjarigen en voeren ze campagne tegen raciale intolerantie.
Nasji heeft een sterk Russisch nationalistisch standpunt aangenomen. Een van de hoofddoelen van de beweging is het voorkomen van buitenlandse invloed in Rusland. Jakemenko verklaarde in 2005 dat "organisaties groeien in Rusland, op basis waarvan de VS groepen zullen creëren analoog aan het Servische Otpor, het Georgische Kmara, of het Oekraïense Pora!. Deze groepen zijn de Nationaal-bolsjewistische Partij van Eduard Limonov en de Voorhoede van de Rode Jeugd." Jakemenko verklaarde te vrezen dat het lot van Rusland hetzelfde zou zijn als dat van Oekraïne, dat hij beschouwt als verworden tot een "kolonie van de Verenigde Staten". Hij noemde Nasji democratisch en anti-fascistisch, maar omdat hij al zijn tegenstanders classificeert als "fascistisch" inclusief de liberale partij Jabloko, werd dit door verschillende media in twijfel getrokken en noemden de liberale partijen op hun beurt de partij zelf "fascistisch".
De 'anti-fascistische' houding lijkt in de praktijk niet erg consistent te zijn, daar Nasji er van is beschuldigd skinheads en lokale hooligans te rekruteren om rivaliserende jeugdgroepen te intimideren. Dergelijke activiteiten leidden Gavin Knight, journalist bij het linkse Britse blad New Statesman, in 2007 tot het trekken van de conclusie dat de werkelijke functie van Nasji een persoonlijkheidscultus voor Poetin is met als doel zijn tegenstanders te intimideren, brutaliseren en te treiteren."

### Propaganda
In Nasji-propaganda wordt vaak gebruikgemaakt van leugens en verdraaiingen. Zo werden in een brochure van 60 pagina's, die werd verspreid in Moskou op 27 maart, nooit gedane verklaringen door uit de gratie gevallen politici zoals Michail Kasjanov als feitelijke citaten weergegeven, werd de Sovjet-Unie in haar laatste dagen in 1991 weergegeven als een periode, waarin men alles of bijna alles had (ten opzichte van de problemen van de jaren 90), werden anti-Amerikaanse en anti-Georgische sentimenten versterkt, de verovering van Tsjetsjenië door het Russische Leger verheerlijkt en werd ingespeeld op volksangsten zoals een Amerikaanse inval, Rusland als 'kolonie' en andere zaken.

## Gebeurtenissen en acties

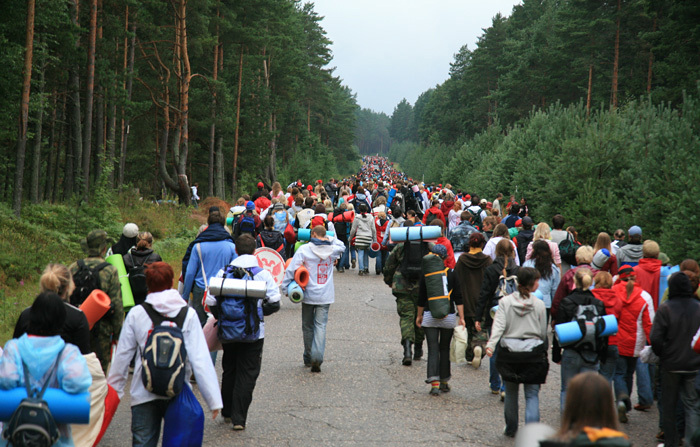
Jeugdkamp van NASJI, 2007

Op 15 mei 2005 liepen 60.000 leden van Nasji mee in een demonstratie in Moskou getiteld "Onze Overwinning" ter herdenking van de militairen die zijn omgekomen bij de oorlog tegen nazi-Duitsland. Deze demonstratie kostte naar schatting 1,5 miljoen aan transport- en propagandamateriaal.
Op 26 juni 2005 had president Poetin in het gezelschap van de media een ontmoeting met een groep Nasjileden in zijn residentie in het dorp Zavidovo in de Oblast Tver en verklaarde zijn steun aan de groep.
In augustus 2005 nodigde Poetin Joelia Gorodnitsjeva, een student aan de Staatsuniversiteit van Toela en een van de leden van Nasji tijdens de bijeenkomst in Zavidovo, officieel uit om lid te worden van de Openbare Kamer van Rusland, maar ze sloeg het aanbod af en kwam op 15 november 2005 tijdens de tweede convocatie de Kamer binnen als afgevaardigde voor Nasji en werd lid van de commissie Sociale Ontwikkeling.
De Nationaal-Bolsjewistische Partij verklaarde in augustus 2005 dat haar leden aangevallen waren door Nasji, onder andere in augustus 2005 in Moskou, maar Nasji ontkende betrokkenheid.
In het najaar van 2005 werd Nasji gebruikt voor het organiseren van massale provocatieve demonstraties gericht tegen de promotiecampagne van ex-premier Michail Kasjanov, die zich kandidaat heeft gesteld voor de Russische presidentsverkiezingen van 2008. Lokale "commissarissen" van Nasji lieten bij de demonstraties lokale studenten aanrukken, die ze ophaalden van hun werkzaamheden.
In december 2006 diende de Britse ambassadeur in Moskou, Anthony Brenton een officiële klacht in tegen Nasji wegens "psychologische kwelling". Leden van de groep stalkten hem en zijn familie 7 dagen per week gedurende vier maanden, zo verklaarde hij. Deze actie werd tegen hem gevoerd omdat hij een conferentie van de oppositie had bijgewoond van Een Ander Rusland van 11 tot 12 juli van dat jaar samen met leiders van de oppositie, zoals Eduard Limonov. Niet nader genoemde Britse functionarissen verklaarden te vermoeden dat de hetze was gecoördineerd door elementen binnen de Russische overheid als bestraffing voor de toespraak die de ambassadeur op de bijeenkomst had gehouden. Bij het Russische ministerie van Buitenlandse Zaken werd een klacht gedeponeerd wegens het schenden van het Verdrag van Wenen inzake diplomatiek verkeer, daar dit verdrag vereist dat buitenlandse diplomaten met "gepast respect" moeten worden behandeld en moeten worden beschermd tegen aanvallen op hun "persoon, vrijheid en waardigheid".
In april en mei 2007 hielden Nasjileden elke dag protesten voor de Estse ambassade in Moskou in protest tegen het verplaatsen van de Bronzen soldaat van Tallinn naar een militaire begraafplaats. Ook zouden leden op 2 mei 2007 de auto's van zowel de Estse als de Zweedse ambassadeurs hebben geblokkeerd. Op de website van Nasji verscheen een pamflet waarin de Estse regering om het verplaatsen van het beeld van "staatsfascisme" werd beschuldigd. In reactie op de protesten zette Estland begin 2008 een aantal Nasjileden op een EU-wijde zwarte lijst voor immigratie.
Op 24 juli 2007 had Poetin een ontmoeting met leden van de pro-Kremlinjeugdbewegingen Nasji, Jonge Garde en Jong Rusland en beschuldigde hierbij in het kader van de controverse rond Alexander Litvinenko het Verenigd Koninkrijk van "voorstellen om onze grondwet te veranderen, die onze natie en ons volk beledigen[...]Het zijn hun hersens, niet onze grondwet, die moeten worden veranderd."
De jonge nationaal-bolsjewiek Roman Sadychov verklaarde eind 2007 dat hij in Nasji's zusterorganisatie Rossija Molodaja (Molodezjnoje dvizjenie Rossija Molodaja) was geïnfiltreerd om haar activiteiten te onderzoeken en claimde later dat Rossija Molodaja een groep van 'ultra's' had opgezet om straatgevechten te voeren tegen leden van de oppositie. Tot hun training behoorde de bouw van rookbommen. Als bewijs maakte hij in het geheim videobeelden van bijeenkomsten die hij had bijgewoond. Op een van dergelijke bijeenkomsten verklaarde Vladislav Soerkov dat hij de training voor straatgevechten 'waanzinnig interessant' vond.
In december 2007 werd verklaard dat Nasji van plan zou zijn om een selecte groep activisten te willen sturen naar Britse universiteiten, ondanks haar minachting voor het Verenigd Koninkrijk en de acties tegen de Britse ambassadeur een jaar eerder. Ze verklaarden: "We liggen achter in kennis en ervaring die van vitaal belang zijn voor het maken van Rusland tot een 21e-eeuwse wereldleider. Het Britse onderwijs wordt hoog aangeprezen over de hele wereld. De afgestudeerden aan Britse universiteiten zijn veelgevraagd. Dit is vanwege de hoge kwaliteit van het onderwijs en ook vanwege beheersing door de overheid."
Op 29 januari 2008 werd door de krant Kommersant bekendgemaakt dat Nasji zal worden opgesplitst en worden hervormd. Van de 50 regionale kantoren moeten er 45 sluiten. De beweging zou volgens een anonieme bron binnen het Kremlin niet langer gebruikt worden voor politieke doeleinden, daar ze niet langer nodig zou zijn, daar de huidige presidentskandidaat Dmitri Medvedev toch wel de overwinning zal behalen. Wel zou Nasji in verkleinde vorm blijven bestaan. Nasji zag haar toekomst bedreigd en besloot de reputatie van Kommersant door het slijk te halen. Op 4 maart 2008 werd een grote campagne gehouden op de straten van Moskou, waarbij ongeveer 1000 activisten aankondigden dat het blad voortaan op toiletpapier zou worden verkocht. De actie ging vergezeld van 12 billboards, die op grote straten van Moskou werden geplaatst met de tekst "vrees niet, nu op toiletpapier". Ook werd een DOS-aanval gedaan op de website van Kommersant (die vervolgens 5 uur uit de lucht was), hoofdredacteur Vasiliev werd bestookt met spam en er werd een linkbom gemaakt waardoor het woord 'zasrantsy' (schijters) de website van Kommersant bovenaan verscheen bij zoekmachines Google en Yandex.